# Liste des présidents de l'Ukraine
Cet article dresse la liste des présidents de l'Ukraine. 

## Chefs d'État ukrainiens

### République populaire ukrainienne

#### En tant que présidents de laRada centrale
- Mykhaïlo Hrouchevsky (22 janvier 1918 - 29 avril 1918).

#### En tant que présidents duDirectoire d'Ukraine
- Volodymyr Vynnytchenko (14 décembre 1918 - 11 février 1919)
- Symon Petlioura (11 février 1919 - 12 octobre 1920)

### Autres types de présidence
- Pavlo Skoropadsky (Hetmanat)

### Ukraine (depuis 1991)
| N°                                                                                                | Portrait | Nom (Naissance-Mort)          | Élection  | Mandat          | Mandat          | Mandat                     | Parti politique | Parti politique | Notes, faits marquants |
| N°                                                                                                | Portrait | Nom (Naissance-Mort)          | Élection  | Début           | Fin             | Durée                      | Parti politique | Parti politique | Notes, faits marquants |
| ------------------------------------------------------------------------------------------------- | -------- | ----------------------------- | --------- | --------------- | --------------- | -------------------------- | --------------- | --------------- | --- |
| 1                                                                                                 |          | Leonid Kravtchouk (1934-2022) | 1991      | 5 décembre 1991 | 19 juillet 1994 | 2 ans, 7 mois et 14 jours  |                 | Sans            | Dernier président du Præsidium du Soviet suprême de la RSS d'Ukraine puis président de la Rada, il est largement élu face au libéral-conservateur Viatcheslav Tchornovil. Il cherche l'équilibre entre la Russie et l'OTAN et accepte d'abandonner les milliers d'armes nucléaires héritées de l'URSS. En butte à une crise économique et des accusations de corruption, il démissionne puis est battu par Leonid Koutchma en 1994. |
| 2                                                                                                 |          | Leonid Koutchma (1938-)       | 1994 1999 | 19 juillet 1994 | 23 janvier 2005 | 10 ans, 6 mois et 4 jours  |                 | Sans            | Premier ministre en 1992-1993, il s'oppose ensuite à Kravtchouk, qu’il bat au scrutin présidentiel de 1994. Il opère un rapprochement avec la Russie et fait du russe une langue officielle du pays. Il est accusé d'être impliqué dans l'assassinat du journaliste Gueorgui Gongadzé en 2000. Pendant la révolution orange, il refuse de déclarer l'état d'urgence.                                                                |
| 3                                                                                                 |          | Viktor Iouchtchenko (1954-)   | 2004      | 23 janvier 2005 | 25 février 2010 | 5 ans, 1 mois et 2 jours   |                 | NSNU            | Élu face au pro-russe Viktor Ianoukovytch après l'annulation d’un premier scrutin provoquée par la révolution orange, il se rapproche de l'Union européenne et de l'OTAN. Ne parvenant pas à résoudre les problèmes économiques et sociaux, il est éliminé dès le premier tour de l'élection de 2010. |
| 4                                                                                                 |          | Viktor Ianoukovytch (1950-)   | 2010      | 25 février 2010 | 22 février 2014 | 3 ans, 11 mois et 28 jours |                 | PR              | Ancien Premier ministre de Koutchma (2002-2005), il voit annulée sa victoire controversée de 2004. Il est élu en 2010 face à Ioulia Tymochenko puis signe les accords de Kharkov avec son allié russe. En 2014, sa décision de suspendre l'accord d'association avec l'Union européenne provoque son renversement par le mouvement Euromaïdan et son exil en Russie.                                                                |
| Conformément à la Constitution, le président de la Rada, Oleksandr Tourtchynov, assure l'intérim. |          |                               |           |                 |                 |                            |                 |                 | |
| 5                                                                                                 |          | Petro Porochenko (1965-)      | 2014      | 7 juin 2014     | 20 mai 2019     | 4 ans, 11 mois et 13 jours |                 | BPP-S           | Élu dès le premier tour dans le contexte de la crise ukrainienne, de l'annexion de la Crimée par la Russie et du début de la guerre du Donbass, il cherche le soutien de l'Occident. Sa popularité chute après la mise en place d'une politique d'austérité et des accusations de corruption. Il est battu en 2019. |
| 6                                                                                                 |          | Volodymyr Zelensky (1978-)    | 2019      | 20 mai 2019     | en cours        | 6 ans et 13 jours          |                 | SN              | Vedette de la série humoristique Serviteur du peuple, il entre en politique et est élu face à Porochenko. Son début de mandat est marqué par la poursuite de la guerre du Donbass et par la pandémie de Covid-19. Il fait ensuite face à l'invasion de l'Ukraine par la Russie en 2022 et lance la procédure d'adhésion de l'Ukraine à l'Union européenne.                                                                          |

### Classement par durée de mandat
| Rang | Nom                 | En jours    | En années                  | N° | Dates     | Commentaire                 |
| ---- | ------------------- | ----------- | -------------------------- | -- | --------- | --------------------------- |
| 1    | Leonid Koutchma     | 3 841 jours | 10 ans, 6 mois et 4 jours  | 2  | 1994-2005 | Deux quinquennats complets. |
| 2    | Volodymyr Zelensky  | 2 205 jours | 6 ans et 13 jours          | 6  | 2019-...  | Mandat en cours.            |
| 3    | Viktor Iouchtchenko | 1 859 jours | 5 ans, 1 mois et 2 jours   | 3  | 2005-2010 | Battu à l'élection de 2010. |
| 4    | Petro Porochenko    | 1 808 jours | 4 ans, 11 mois et 13 jours | 5  | 2014-2019 | Battu à l'élection de 2019. |
| 5    | Viktor Ianoukovytch | 1 458 jours | 3 ans, 11 mois et 28 jours | 4  | 2010-2014 | Destitué par le Parlement.  |
| 6    | Leonid Kravtchouk   | 957 jours   | 2 ans, 7 mois et 14 jours  | 1  | 1991-1994 | Battu à l'élection de 1994. |